# Tsukasa Morishima
Tsukasa Morishima (森島 司 Morishima Tsukasa?), född 25 april 1997 i Mie prefektur, är en japansk fotbollsspelare.
Tsukasa Morishima spelade 1 landskamper för det japanska landslaget.